# الیسیا (آرکانزاس)
الیسیا، ارکانساس (به انگلیسی: Alicia, Arkansas) یک منطقهٔ مسکونی در ایالات متحده آمریکا است که در آرکانزاس واقع شده‌است.

## خصوصیات
الیسیا ۰٫۳ کیلومترمربع مساحت و ۱۲۴ نفر جمعیت دارد و ۷۷ متر بالاتر از سطح دریا واقع شده‌است.